# Steamboat (Oregon, Douglas megye)
Steamboat az Amerikai Egyesült Államok északnyugati részén, Oregon állam Douglas megyéjében, az Oregon Route 138 közelében elhelyezkedő önkormányzat nélküli település.
Neve a bányászok által a gyér lelőhelyekre használt kifejezésből ered.

## Fordítás
- Ez a szócikk részben vagy egészben  a   Steamboat, Douglas County, Oregon című angol Wikipédia-szócikk ezen változatának fordításán alapul.  Az eredeti cikk szerkesztőit annak laptörténete sorolja fel. Ez a jelzés csupán a megfogalmazás eredetét és a szerzői jogokat jelzi, nem szolgál a cikkben szereplő információk forrásmegjelöléseként.